# 2688 Halley
2688 Halley è un asteroide della fascia principale. Scoperto nel 1982, presenta un'orbita caratterizzata da un semiasse maggiore pari a 3,1677824 UA e da un'eccentricità di 0,1438024, inclinata di 3,45456° rispetto all'eclittica.